# Pierre Girieud
Pierre Paul Joseph Girieud est un peintre français, né le 17 juin 1876 dans le 10e arrondissement de Paris ville où il est mort le 26 décembre 1948 dans le 12e arrondissement. Il est une figure importante et méconnue de la scène artistique de la première moitié du XXe siècle et de Montmartre.

## Biographie

### Jeunesse et formation
Pierre Girieud est né au no 14 rue de Marseille à Paris, de Jeanne Rosalie Bernard et Joseph Gustave Girieud, ingénieur civil.
Il effectue son service militaire du 15 novembre 1897 au 23 septembre 1900, affecté au 55e régiment d'infanterie.
La vocation de Pierre Girieud apparaît tôt et, refusant la formation scientifique que son père l'oblige à suivre, il se consacre à la peinture. Sa formation est autodidacte et résulte essentiellement de visites de musées parisiens, visites durant lesquelles il étudie les techniques de ceux qui l'ont précédé. La lecture du journal d'Eugène Delacroix a une grande influence sur sa vision de la peinture.
Admirant Paul Guigou et Monticelli, et grâce à Jules Monge et Edmond Lempereur, il est introduit dans le milieu des peintres montmartrois. Il découvre Paul Gauguin grâce à Durrio, puis les primitifs italiens lors de séjours artistiques à Venise et en Toscane.

### Carrière de peintre
À l'automne 1900, Pierre Girieud fait partie du collectif de créateurs réunis autour de La Revue naturiste, qui préfigure le Collège d’esthétique moderne, et qui comprend Émile Dezaunay, Durio, Henri Delepouve (1869-1956), Charles Huard, Manolo Hugué, Frantz Jourdain, Fabien Launay, Alphée E. Iker, Mailhol, Raoul de Mathan, Charles Milcendeau, Tony Minartz, Ricardo Florès. En 1901, sous le nom de « Bilange » et avec la complicité de Fabien Launay, il écrit les statuts d'un Salon des refusés, qui devient bientôt le Salon d'automne. En 1903, il adhère au Groupe tendances nouvelles, et y rencontre Vassili Kandinsky en 1904.
En 1909, il participe à la création de la « villa Médicis libre » au château d'Orgeville, en compagnie de Georges Bonjean, Jean Metzinger, Albert Gleizes, et Georges Duhamel. La même année, il est le premier artiste français à adhérer aux principes de la Nouvelle Association des artistes munichois (NKVM) lors de sa création à Munich et il fait le lien entre les artistes parisiens et allemands en étant présent aux trois expositions de la NKVM en 1909,, 1910 et 1911. Lorsque Kandinsky quitte la NKVM, Pierre Girieud parvient à maintenir le contact avec le Blaue Reiter, rédigeant un article pour l'Almanach sur les primitifs siennois et les images d’Épinal,. Pierre Girieud réussit reste fidèle aux deux clans antagonistes : il apporte sa contribution à l’Almanach mais n’expose pas avec le Blaue Reiter, continuant à accrocher ses toiles dans les salles voisines réservées à la NKVM,.
En 1910, pour se démarquer du cubisme, Pierre Girieud participe au canular de Boronali par lequel un tableau peint par la queue d'un âne devant huissier et intitulé Et le soleil s'endormit sur l’Adriatique, signé Joachim Raphaël Boronali, est exposé benoîtement au Salon des indépendants.
Pierre Girieud est considéré comme fauviste par les critiques de l’époque, marqués par la violence de ses couleurs. En 1905, il expose cinq tableaux dans la salle n° VII du Salon d'automne, qualifiée de « cage aux fauves » au milieu de sept autres peintres. Un article de Louis Vauxcelles dans le Gil Blas du 17 octobre 1905 considère que les jeunes artistes cernent « par leur orgie de tons purs » l’œuvre classique du sculpteur Albert Marque. Au Salon des indépendants de 1905, les couleurs de La Tentation de Saint Antoine font scandale,.

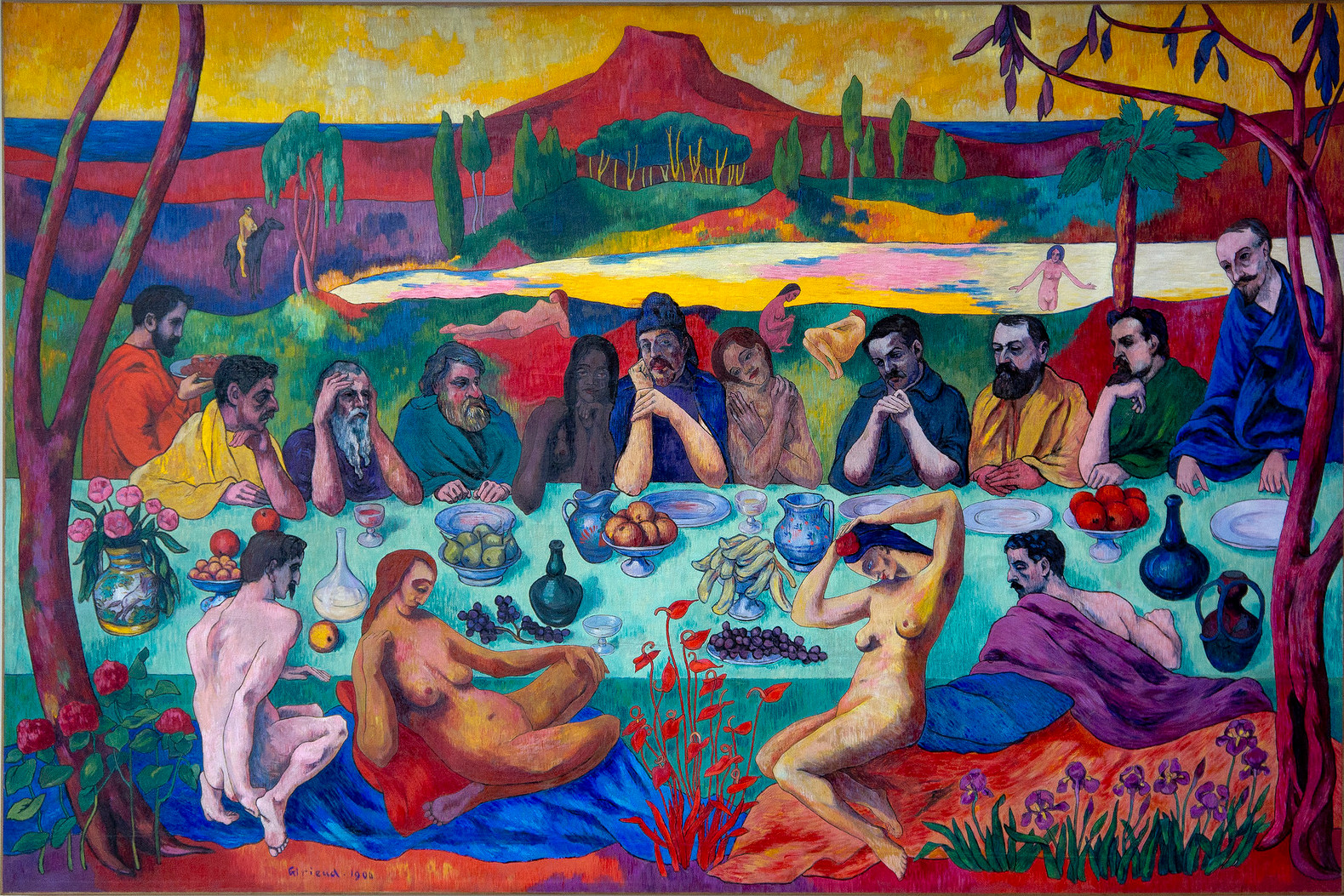
Pierre Girieud, Hommage à Gauguin (1906, musée de Pont-Aven).

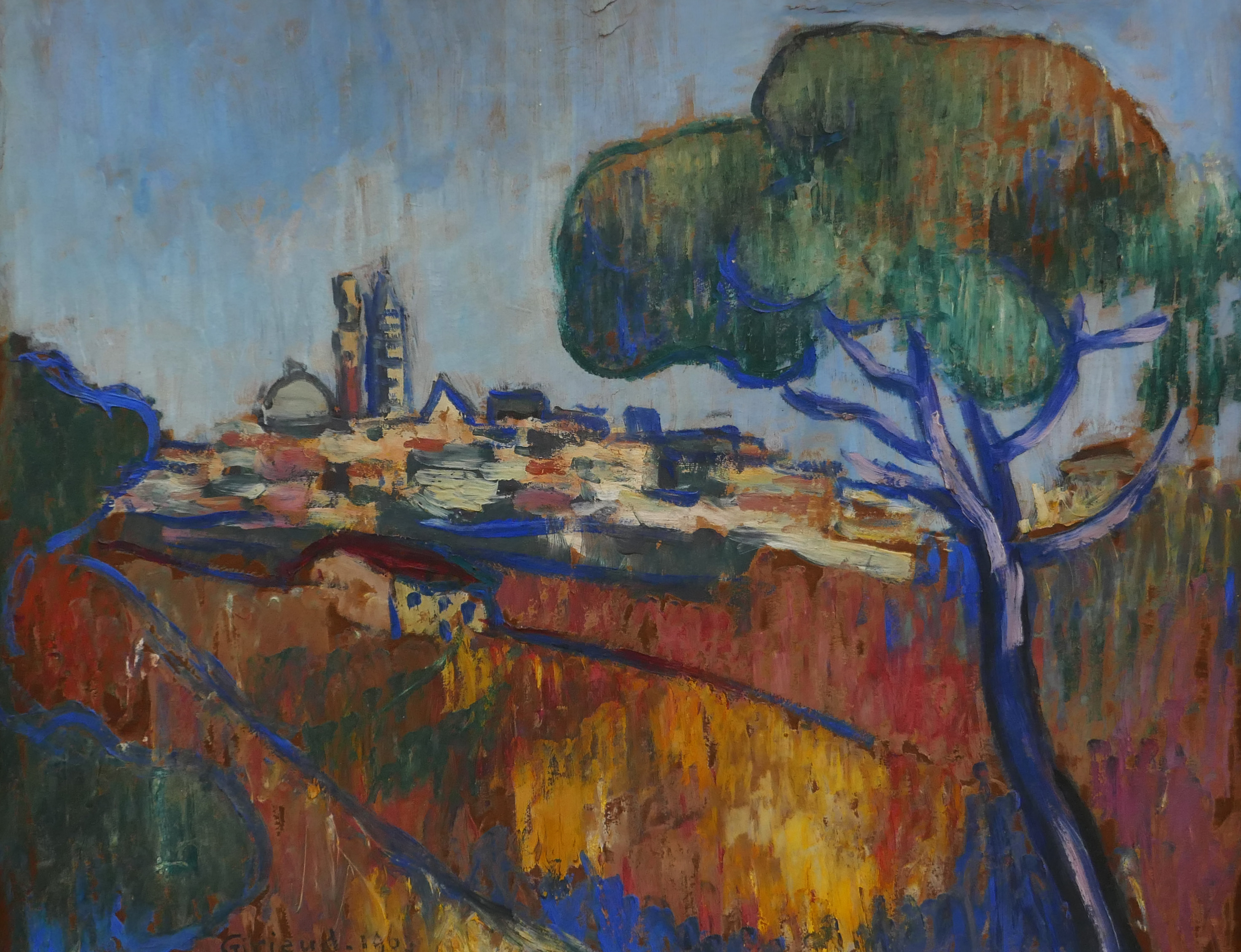
Pierre Girieud, Paysage d'Italie (1907, musée de Grenoble).

À l'occasion de la rétrospective Gauguin en 1906, Pierre Girieud peint Hommage à Gauguin, tableau de style fauviste inspiré de la Cène ; Gauguin figure en position centrale dans le tableau représentant un banquet, entouré par ses disciples parmi lesquels Roderic O'Conor, George-Daniel de Monfreid, Paul Sérusier, Maurice Denis, etc. ; la collection Atchull possède une esquisse mais le tableau se trouve dans les collections du musée de Pont-Aven,.

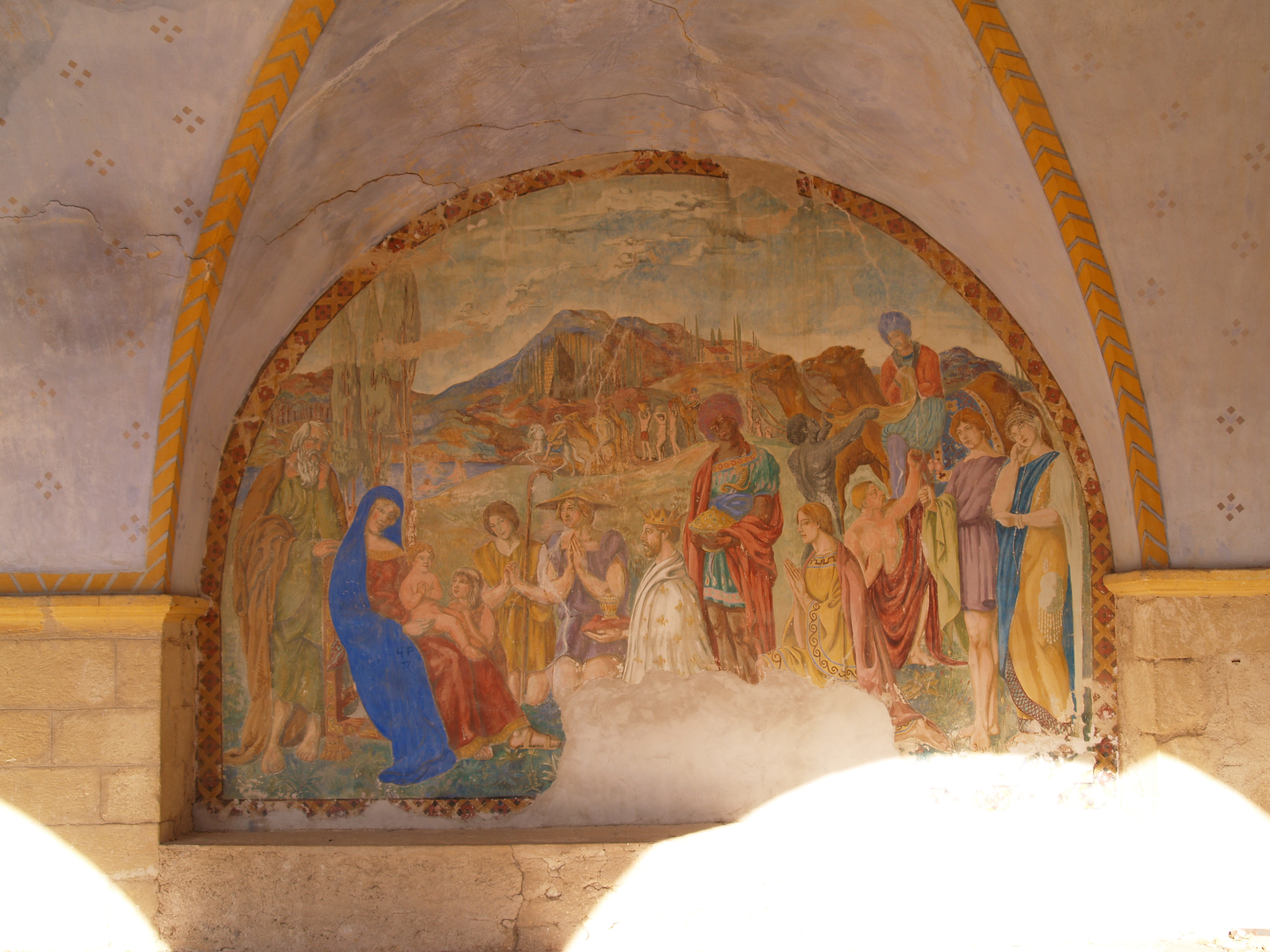
L'Adoration des rois et des bergers (1912), fresque de Pierre Girieud, porche de la chapelle de l'ermitage de saint Pancrace à Grambois.

À partir de 1912, fortement uni à des intellectuels provençaux dont le chef de file est Joachim Gasquet, Girieud a la révélation, à leur contact, de la beauté des compositions classiques. Il en fait une source d’inspiration supplémentaire. Plénitude des formes et couleurs deviennent ses nouvelles règles de composition, synthétisant les concepts classiques et sa perception du monde dans la lumière du monde méditerranéen. À cette époque, il occupe avec Alfred Lombard un atelier au no 12 quai de Rive-Neuve sur le Vieux-Port de Marseille, atelier qui deviendra quelques années après celui de Jacques Thévenet, puis après guerre celui du peintre marseillais François Diana.
Il tente avec le peintre Alfred Lombard de créer à Marseille un salon, le Salon de Mai. En 1912 et 1913, l'initiative fait venir les peintres montmartrois à Marseille. L'exposition, sur le modèle du Blaue Reiter tente d'associer tous les arts.
Pierre Girieud s'intéresse à plusieurs formes d'art : peinture, dessin, gravure, illustration, céramique, bijou. Il s'occupe beaucoup de décoration à travers de grands formats. À la suite de séjours en Italie, la fresque devient une de ses spécialités qu'il enseigne à l'école des beaux-arts du Caire
En décembre 1929, Pierre Girieud décore la salle du conseil de l'université de Poitiers. Les douze panneaux sont exposés au musée de l'Orangerie avant leur mise en place sur le site.

### Vie privée
Pierre Girieud se marie à Rouen le 16 avril 1902 avec Augusta Marie Émilie Girieud (1878–1947). Il se remarie à Marseille le 5 janvier 1920 à Marthe Gentille Cohen.
Mobilisé durant toute la durée de la Première Guerre mondiale, d'abord à la 15e section de l'infirmerie militaire, puis comme ambulancier au front, il est nommé caporal en octobre 1917.
Entre 1900 et 1911, il vit autour de Montmartre et change presque chaque année d'adresse. Son premier atelier est au nº 32 de la rue Gabrielle. Il réside notamment rue Tourlaque, rue Caulaincourt, rue des Saules, rue Saint-Vincent. En 1912, il déménage à Marseille pour revenir à Paris dès l'année suivante. Après la guerre, il habite rue de Saussure.
Durant les années 1920, après son remariage, il réside au no 40 de la rue Lauriston (Paris 16e) où Lombard travaille depuis 1910, et à la villa du château à Guillestre. Il demeure rue Lauriston jusqu'à son déménagement à la Maison des artistes de Nogent-sur-Marne, résidence privée pour artistes retraités, gérée par la Fondation des artistes.

### Décoration
En 1929, il est nommé chevalier de la Légion d'honneur grâce au parrainage de Georges Dufrénoy.

## Style et réception critique

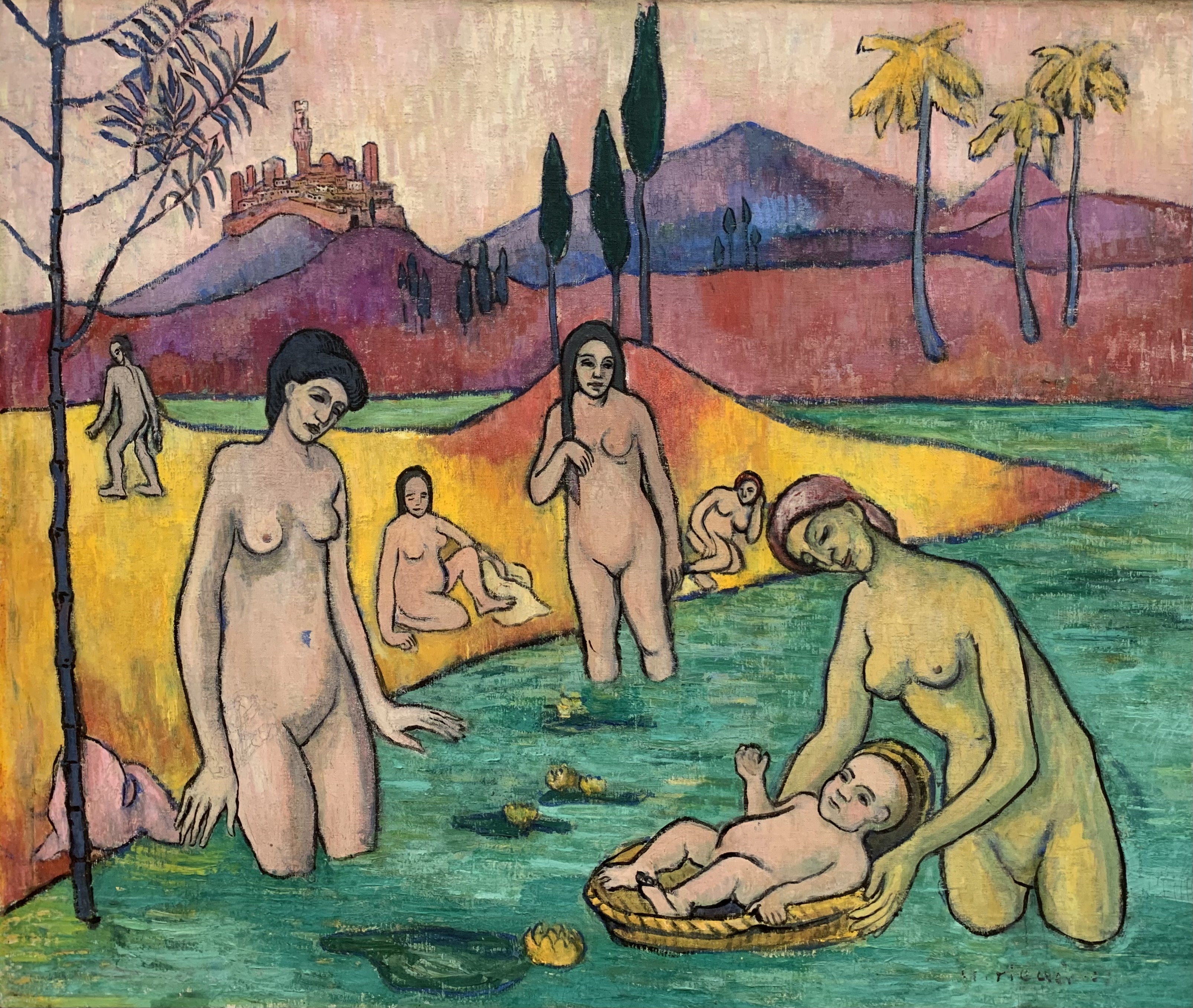
Moïse, Pierre Girieud, 1907, musée de Grenoble

Admirateur de Paul Gauguin, Pierre Girieud peint selon les préceptes nabis. Il peint par larges aplats, cerne de noir les formes stylisées pour les souligner. Il se démarque de l’existant et tente de traduire ses sensations face au modèle grâce au jeu de la composition et des couleurs. Il utilise des tons entiers et emploie des couleurs contre nature pour augmenter l’effet décoratif et créer une harmonique. Il étudie l’impact des couleurs en créant des variations sur un même sujet traité dans des tons différents ou en créant des séries destinées à être juxtaposées.
Pierre Girieud, adepte des primitifs et du fauvisme, s’investit également dans la peinture expressionniste aux contrastes excessifs, aux rapports de couleurs insolites dominés par l’abondance du noir, aux simplifications de formes toujours plus aiguës. De plus, il approuve totalement la philosophie qui préside à la création du Blaue Reiter pour qui l’art n’a pas de frontières, ni entre les États, ni entre les disciplines. Il s’est déjà battu en 1901 pour cette nouvelle perspective de l’art à laquelle peintres, écrivains et musiciens doivent contribuer.
Il est tour à tour symboliste, fauve, expressionniste avant de revenir à un certain classicisme. Il demeure un artiste inclassable et s’intègre mal dans un mouvement collectif. Son parcours solitaire est difficile, parfois incompris.
Louis Vauxcelles rapporte dans le journal Excelsior du 29 mai 1919 : 

« Alors que Flandrin, Marquet, Dufrénoy, Puy, Laprade, Manguin, Friesz devenaient célèbres, Matisse illustre, Pierre Girieud, leur camarade, leur égal, demeure isolé. On ne fut pas juste pour Girieud, et je fais ici mon mea culpa de critique. Sauf Gasquet et Charles Morice qui avaient compris cet artiste, nul n'alla le chercher en sa retraite. Nous étions trop séduits par les délices de Bonnard, et les feux d'artifice des Fauves nous surprenaient. Près d'eux, mais en silence, un être cultivé, méditatif, épris des Siennois et de Gauguin, visait non à l’effet, mais à la cadence, préférait la composition ordonnée au morceau de bravoure. C’était Girieud. »

## Expositions
À partir de 1910, Pierre Girieud expose aux Indépendants de Prague, à l'exposition londonienne « Manet et les post-impressionnistes », à Neue Secession de 1911, aux deux premières expositions de la galerie Der Sturm à Berlin, à l'exposition d’art français de Budapest, à la « Second Post Impressionist Exhibition » de Londres, à la galerie Hans Goltz en Allemagne dans le cadre du Neue Kunst, à l'Armory Show de New York, Boston et Chicago, à la « Sonderbund » de Cologne, à l'exposition d’art français de Stockholm, à l’exposition des papiers de Montval de la galerie de la Licorne, à la Biennale de Venise. Il participe en outre au Salon des indépendants, au Salon d’automne (à 34 reprises) et au Salon des Tuileries (à 6 reprises).
À intervalles réguliers, Pierre Girieud expose également dans les galeries privées. Berthe Weill expose ses toiles en 1901,, et Clovis Sagot à partir de 1903. Kahnweiller lui consacre une exposition particulière en 1907,, ainsi que la galerie Thannhauser de Munich en 1911, Paul Rosenberg en 1914, et 1920,, Berthe Weill en 1925,, la galerie Charlet à Bruxelles,, et surtout la galerie Eugène Druet qui l'expose plusieurs fois (1926,, 1929,) et lui consacre un album en 1931 : c'est notamment Eugène Druet qui prête Hommage à Gauguin en 1913 pour l'Armory Show.

## Collections publiques
Ses œuvres sont présentes dans vingt-deux musées dont le musée de l'Ermitage de Saint-Pétersbourg, le musée national d'art moderne à Paris, le Lenbachhaus de Munich, le musée du Petit Palais de Genève, le musée de l'Annonciade à Saint-Tropez, le musée Cantini de Marseille.

## Publications
- Souvenirs d’un vieux peintre  (mémoires) (lire en ligne)

### Livres illustrés
- Gustave Flaubert, La Tentation de saint Antoine, ill. de Pierre Girieud, Édition du centenaire, Librairie de France, Paris, 1922
- Maxime Girieud, Contes du temps jamais, ill. de Pierre Girieud, La Sirène, Paris, 1921

### Dates des expositions
1. ↑  Exposition de 16 artistes de l'association Neue Kunstler Vereinigung (N.K.V.) 1 au 15 décembre 1909 Galerie Hans Golz Munich.
2. ↑  Exposition de 29 artistes de l'association N.K.V.1er au 14 septembre 1910 Munich.
3. ↑  Troisième exposition de la Neue Künstler Vereinigung (N.K.V.), du 18 décembre 1911 à janvier 1912.
4. ↑  Salon de Mai, du 1er au 15 mai 1912, Ateliers du 12 quai de Rive Neuve, Marseille.
5. ↑  Salon de Mai, du 15 au 31 mai 1913, Ateliers du 12 quai de Rive Neuve, Marseille.
6. ↑  Exposition de 16 artistes indépendants, février-mars 1910, Jardin Kinsky, Prague.
7. ↑  « Manet and the Post-Impressionist » du 8 novembre au 15 janvier 1910, Grafton Galleries, Londres.
8. ↑  « Expressionnistes français et le Cavalier Bleu », du 12 mars au 31 mai 1912, galerie Der Sturm Berlin ; « Die Futuristen », du 12 avril au 31 mai 1912, galerie Der Sturm, Berlin.
9. ↑  « Second Post-Impressionist Exhibition » du 5 octobre au 31 décembre 1912, Grafton Galleries, Londres.
10. ↑  « Sonderbund », 25 mai-30 septembre 1912, Cologne.
11. ↑  « La jeune peinture française », du 2 au 25 février 1923, Stockholm.
12. ↑  « L'art et les papiers de Montval », du 6 au 19 avril 1923, galerie de la Licorne, Paris.
13. ↑  Vingtième Biennale internationale, juin-septembre 1936, Venise.
14. ↑  Galerie Berthe Weill, du 2 au 31 décembre 1901, exposition organisée par P. Manach de MM. Bocquet, Durrio, Girieud, Launay, Maillol, De Mathan, Mlle Warrick.
15. ↑  Galerie Kahnweiler, exposition Pierre Girieud et Paco Durrio, du 25 octobre au 14 novembre 1907.
16. ↑  Exposition Girieud et Franz Marc, galerie Thannhauser, mai 1911.
17. ↑  Exposition Pierre Girieud, galerie Rosenberg, du 11 au 23 mai 1914, Paris.
18. ↑  Exposition Pierre Girieud, galerie Rosenberg, du 25 mai au 5 juin 1920, Paris.
19. ↑  Exposition Pierre Girieud, du 2 au 15 février, galerie Berthe Weill, Paris.
20. ↑  Exposition de MM. Durrio, Girieud, Guénot, du 13 au 26 mars 1925, galerie Charlet, Bruxelles.
21. ↑  Exposition Pierre Girieud, du 22 mars au 16 avril 1926, galerie Druet, Paris.
22. ↑  Exposition Pierre Girieud, du 7 au 18 janvier 1929, galerie Druet, Paris.